# Telis
Telis là một chi thực vật có hoa trong họ Đậu.